# Gesellschaft für Entwicklungsbiologie
Die Gesellschaft für Entwicklungsbiologie (GfE) ist eine Vereinigung von Genetikern, Molekularbiologen, Medizinern, Zoologen und Botanikern des deutschen Sprachraums, die auf dem Gebiet der Entwicklungsbiologie forschen.
Der Verein mit Sitz in Köln veranstaltet alle zwei Jahre wissenschaftliche Tagungen und unterstützt die Aktivitäten ihrer Mitglieder auf diesem Forschungsgebiet etwa bei Kolloquien, Workshops oder Symposien. Außerdem veranstaltet sie regelmäßig eine Summer School für Studenten, die sich im Fach Entwicklungsbiologie spezialisieren wollen.
Die Gesellschaft wurde 1976 gegründet und hat derzeit etwa 405 Mitglieder vor allem aus Deutschland, Österreich und der Schweiz. Vorsitzender ist Michael Brand am Zentrum für Regenerative Therapien Dresden der TU Dresden. Die GfE ist Mitglied des VBIO. Die GfE verleiht jungen Nachwuchswissenschaftlern den GfE-Doktorandenpreis für hervorragende Dissertationen auf dem Gebiet der Entwicklungsbiologie und vergibt Wissenschaftspreise für herausragende Forschung.
| Jahr | Doktorandenpreis                              | Wissenschaftspreis                                                                                        |
| ---- | --------------------------------------------- | --- |
| 1981 | -                                             | Karl Illmensee                                                                                            |
| 1984 | -                                             | Walter Knöchel                                                                                            |
| 1987 | -                                             | Jean Paul Thiery                                                                                          |
| 1991 | Reinhard Küster & Ingrid Endl                 | Klaus Sander & Jim Smith                                                                                  |
| 2001 | Oliver Pabst                                  | Christof Niehrs                                                                                           |
| 2003 | Jan Pielage                                   | Hans Meinhardt                                                                                            |
| 2005 | Christian Berger                              | - |
| 2007 | Martina Rembold                               | Edith Heard                                                                                               |
| 2009 | Benjamin Schlager                             | Thomas Laux & Jochen Wittbrodt                                                                            |
| 2011 | Marion Silies                                 | - |
| 2013 | Dominique Förster & Anna Marei Böhm           | - |
| 2015 | Daniel Wehner & Sophia Millonigg              | Caren Norden (José A. Campos-Ortega Preis)                                                                |
| 2017 | Jaroslav Icha                                 | Ruth Lehmann (Klaus Sander Preis)                                                                         |
| 2019 | Jaydeep Sidhaye                               | Herbert Jäckle                                                                                            |
| 2022 | Dorothee Bornhorst & Tinatini Tavhelidse-Suck | Christiane Nüsslein-Volhard & Gerd Jürgens (Klaus Sander Preis), Nicoletta Petridou (Hilde Mangold Preis) |
| 2024 | Marco Podobnik                                | Daniel Wehner (Hilde Mangold Preis)                                                                       |